# Светислав Марковић
Мајор Светислав Марковић био је српски војник у Првом светском рату. Погинуо је у борбама на Мачковом камену 1914. године. Захвална отаџбина подигла му је споменик који се данас налази у костурници Спомен-цркве Вазнесења Господњег у Крупњу.
Херојска смрт мајора Марковића који је личним примером покренуо самоубилачки бомбашки јуриш на непријатељску војску, описана је у књизи приповетака Вељка Петровића, Изданци из опаљеног грма, по којој је Телевизија Београд 1972. године снимила истоимену серију са Драгомиром Бојанићем Гидром у главној улози.